# ستودنا (ورانگه)
ستودنا (به صربی: Studena) یک منطقهٔ مسکونی در صربستان است که در ناحیه پچینیا واقع شده‌است. ستودنا ۱۱۷ نفر جمعیت دارد.